# 古巴音乐
古巴音乐是西班牙民族音乐和黑人歌舞文化的混合产物。早期的印第安原住民在殖民统治时期几乎消失，唯一留下的音乐遗迹是一种叫做“沙槌”（maracas）的乐器，它也是现在拉丁音乐的主要乐器。
18世纪，被从西非贩卖来的黑奴结合西班牙殖民者的天主教信仰后，诞生了一种名叫Santeria的新兴宗教，并且伴随它也产生了各种崇拜用的舞蹈和音乐。时至今日，Santeria就成为了古巴音乐的骨干。
现今古巴的音乐形式有：由宗教仪式演变而来的伦巴（Rumba），早期伦巴纯粹只有人声和节奏。然后为了简化音乐形式，发展出了先领唱再答唱的形式Montuno。通过吸取欧洲古典音乐元素，又发展出少节奏，多旋律的Danzon。最主要的古巴舞蹈音乐是“颂”（Son），它源自古巴东部（即古巴东方省，Provincia de Oriente），形成于1880年，融合了拉美众多地区音乐元素。
古巴音乐的多种形式都应归因于欧洲殖民者以及拉美地区本就十分活跃的多民族的文化交流和融合。
古巴乐器主要有：古巴三弦吉他（tres），沙槌（maracas），刮瓜（guiro），邦高鼓（bongos），以及吉他和贝司。
在古巴革命后由于政府对于音乐的有限支持，古巴传统音乐有日趋势微的趋势，直到1996年的英国独立唱片公司World Circuit进入古巴开始录制专集才逐渐广为人知。通过制作人Ry Cooder的努力及以伊布拉印·飛列的樂團同名專輯「美景俱樂部」（Buena Vista Social Club）的成功，使得古巴音乐重回世界乐坛。
著名的古巴音乐人还包括塞里纳·冈萨雷斯、卡洛斯·普埃布拉、罗伯托·圣玛丽亚、希尔维奥·罗德里格斯等等。